# Młodzieżowe Indywidualne Mistrzostwa Szwecji na Żużlu 2013
Młodzieżowe Indywidualne Mistrzostwa Szwecji na Żużlu 2013 – cykl turniejów żużlowych, mających wyłonić najlepszych szwedzkich żużlowców w kategorii do 21 lat, w sezonie 2013. Tytuł wywalczył Fredrik Engman. 

## Finał
- Vetlanda, 31 sierpnia 2013

| Msc. | Zawodnik                | Klub | Pkt     |             |  |
| ---- | ----------------------- | ---- | ------- | ----------- |  |
| 1    | Fredrik Engman          |      | 11 +3+3 | (d,2,3,3,3) |  |
| 2    | Oliver Berntzon         |      | 13 +2   | (3,3,3,3,1) |  |
| 3    | Mathias Thörnblom       |      | 13 +1   | (3,3,1,3,3) |  |
| 4    | Joel Larsson            |      | 11 +0   | (3,3,2,0,3) |  |
| 5    | Victor Palovaara        |      | 11 +2   | (3,1,3,2,2) |  |
| 6    | Joel Andersson          |      | 11 +1   | (2,3,3,2,1) |  |
| 7    | John Lindman            |      | 9 +0    | (2,2,0,3,2) |  |
| 8    | Freddy Godlund          |      | 9       | (2,2,0,2,3) |  |
| 9    | Henric Lindqvist        |      | 9       | (1,2,2,2,2) |  |
| 10   | Adrian Bergqvist        |      | 5       | (0,1,1,1,2) |  |
| 11   | Kenny Wennerstam        |      | 4       | (1,0,2,0,1) |  |
| 12   | Oskar Karlsson          |      | 4       | (2,1,1,d,–) |  |
| 13   | Rasmus Eklöf            |      | 3       | (0,w,2,1,d) |  |
| 14   | Tim Gudmundsson         |      | 3       | (1,1,t,1,0) |  |
| 15   | rez. Freddie Broms      |      | 3       | (1,1,1)     |  |
| 16   | Alexander Johansson     |      | 1       | (1,0,0,0,0) |  |
| 17   | Eric Ashede             |      | 0       | (w,u,–,–,–) |  |
| 18   | rez. Simon Lindh-Aström |      | 0       | (0,0)       |  |

Bieg po biegu:
1. Berntzon, Andersson, Wennerstam, Ashede (w/u)
2. Thörnblom, Lindman, Johansson, Eklöf
3. Palovaara, Godlund, Lindqvist, Engman (d)
4. Larsson, Karlsson, Gudmundsson, Bergqvist
5. Thörnblom, Engman, Bergqvist, Ashede( u)
6. Berntzon, Lindqvist, Karlsson, Eklöf (w/u)
7. Larsson, Lindman, Palovaara, Wennerstam
8. Andersson, Godlund, Gudmundsson, Johansson
9. Palovaara, Eklöf, Broms, Lindh-Aström (Gudmundsson - t)
10. Berntzon, Larsson, Thörnblom, Godlund
11. Engman, Wennerstam, Karlsson, Johansson
12. Andersson, Lindqvist, Bergqvist, Lindman
13. Lindman, Godlund, Broms, Karlsson (d)
14. Berntzon, Palovaara, Bergqvist, Johansson
15. Thörnblom, Lindqvist, Gudmundsson, Wennerstam
16. Engman, Andersson, Eklöf, Larsson
17. Larsson, Lindqvist, Broms, Johansson
18. Engman, Lindman, Berntzon, Gudmundsson
19. Godlund, Bergqvist, Wennerstam, Eklöf (d)
20. Thörnblom, Palovaara, Andersson, Lindh-Aström
21. Półfinał (miejsca 4-7, najlepszy do finału): Engman, Palovaara, Andersson, Lindman
22. Finał (miejsca 1-3 i najlepszy z półfinału): Engman, Berntzon, Thörnblom, Larsson